# Бен Веб
Бенедикт (Бен) Веб (1977 — 22. септембар 2014) био је новозеландски уметник. Радио је и на Новом Зеланду иу Немачкој. Био је син новозеландског уметника Мерлина Веба, а одрастао је окружен многим врхунским уметницима Новог Зеланда.
Радио је у великој мери са мешавином уља и металних пигмената. Његове су слике углавном портрети. Но, он је такође сликао слике мртве природе.